# 주간배구
주간배구는 프로 배구 시즌에 한해서 매주 월요일 저녁 7시에 방송되는 배구 매거진 프로그램이다
야구 매거진 프로그램 주간야구의 인기에 힘입어 신설되었다.

## 진행자
- 진행자 - 신예원, 패널 - 이종경, 최천식, 이선규, 이정철, 장소연